# Arctotherium
Arctotherium je izumrli rod zvijeri iz porodice medvjeda koji je obitavao u Južnoj Americi od kasnog pliocena do kraja pleistocena. Njihov najbliži srodnik bio je kratkoglavi medvjed, dok je najbliži živući srodnik medvjed naočar.
Ime rodu je dao njemački zoolog Hermann Burmeister 1879. Primjerak A. angustidens iz Buenos Airesa pokazuje da su mužjaci bili teški između 1588 i 1749 kilograma, a duljina tijela je bila četiri metra. Ovo je najveći medvjed ikad nađen, te je moguće da je najveći od svih kopnenih sisavaca mesoždera poznatih znanosti.